# Divergentiestelling
In de vectoranalyse is de divergentiestelling, stelling van Gauss of stelling van Ostrogradsky een formule die de divergentie van een vectorveld binnen een gesloten oppervlak relateert aan de flux van het veld naar buiten. De divergentiestelling is een belangrijk resultaat voor de wiskundige achtergrond van de natuurkunde, in het bijzonder in de elektrostatica en vloeistofmechanica.

## Intuïtie
De intuïtieve inhoud is eenvoudig: wanneer er water stroomt in een bepaald gebied en je er in geïnteresseerd bent hoeveel water uit een bepaalde regio in dat gebied stroomt, dan moet je alle bronnen binnen die regio optellen en alle afvoeren daarvan aftrekken. De waterstroom wordt voorgesteld door een vectorveld. Het vectorveld geeft bijvoorbeeld in ieder punt van de stroom de snelheid van het water weer. Het vectorveld bestaat dan uit twee componenten, die beide functie zijn van de plaatscoördinaten. De divergentie van het veld op een bepaald punt beschrijft de sterkte van de bron of de afvoer op die plaats. Dus wanneer men de divergentie van het veld integreert over het inwendige van de regio, zou men hetzelfde resultaat moeten krijgen als wanneer men het vectorveld langs de grens van de regio integreert. Dit is wat de divergentiestelling uitdrukt.
De divergentiestelling is dus een behoudswet, die stelt dat het totaal volume van alle bronnen en afvoeren, i.e. de volume-integraal van de divergentie, gelijk is aan de netto stroom doorheen de randen van het volume.

## Formele uitdrukking

Een volume V begrensd door het oppervlak met de oppervlaktenormaal n

Stel dat V een compacte deelverzameling is van {\displaystyle \mathbb {R} ^{n}} (beschouw nu bijvoorbeeld het geval n=3), en waarbij de rand ∂V (ook aangegeven met {\displaystyle \partial V=S}) bestaat uit een eindig aantal gladde oppervlakken. Als {\displaystyle {\vec {F}}} een continu differentieerbaar vectorveld is, gedefinieerd over de omgeving van V, dan hebben we
{\displaystyle \iiint \limits _{V}\left(\nabla \cdot {\vec {F}}\right)dV=\iint \limits _{S}{\vec {F}}\cdot d{\vec {S}}}
Aan de linkerkant van de vergelijking zien we de divergentie van het vectorveld F opgeteld voor alle punten van het volume V, aan de rechterkant zien we de flux van het vectorveld F door het oppervlak S van het eerder genoemde volume V, waarbij S = ∂V de grens is van V, georiënteerd door naar buiten gerichte normalen, en {\displaystyle d{\vec {S}}} is een korte schrijfwijze voor {\displaystyle {\hat {n}}.dS}, de naar buiten gerichte eenheidsnormaal van de grens ∂V.

## Geschiedenis
Dit theorema werd het eerst in 1762 ontdekt door Joseph-Louis Lagrange en later onafhankelijk opnieuw ontdekt in 1813 door Carl Friedrich Gauss, in 1825 door George Green en in 1831 door Mikhail Vasilievich Ostrogradsky, die ook het eerste bewijs leverde. Variaties op de divergentiestelling werden dan ook naar hen genoemd.